# 柳井晴夫
柳井 晴夫（やない はるお、1940年5月17日 - 2013年12月21日）は、日本の統計学者（教育心理学・統計学・医学疫学・看護学・大学入試データ・多変量解析）。学位は、教育学博士（東京大学・1972年）・医学博士（東京大学・1983年）。位階は従四位。大学入試センター名誉教授・聖路加看護大学大学院教授。電気通信大学教授の柳井啓司は長男。

## 略歴
- 1965年 東京大学教育学部教育心理学科卒業
- 1967年 東京大学大学院教育学研究科修士課程修了
- 1970年 東京大学教育学部大学院教育心理専門課程博士課程（単位取得退学）
- 1970年 東京大学医学部保健学科疫学教室助手
- 1972年 教育学博士号取得：学位論文「適性診断の多変量解析」（東京大学教育学部）
- 1977年 千葉大学人文学部心理学教室助教授
- 1982年 国際教育センター（インド・カルカッタ）客員教授（-1983年）
- 1983年 医学博士号取得：学位論文「癌の部位別死亡率データの多変量解析」（東京大学医学部）
- 1983年 千葉大学文学部行動科学科教授
- 1986年 大学入試センター研究開発部教授（-2006年3月31日）
- 1994年 日本行動計量学会理事長（-2000年）
- 1995年 東京工業大学大学院社会理工学研究科教授（併任）（-1998年; 2001-2003年）
- 1997年 大学入試センター研究開発部長（-2001年）
- 1997年 文部省統計数理研究所教授（併任）（-1998年）
- 2006年4月1日 聖路加看護大学大学院特任教授
- 2006年5月23日 大学入試センター名誉教授
- 2010年 日本テスト学会理事長（-終身）
- 2013年12月21日 前立腺癌で死去
- 2014年 従四位、瑞宝小綬章受章

## 主な著作
- 『多変量解析の基礎－線形空間への射影による方法』（竹内啓と共著）（東洋経済新報社・1972年）
- 『複雑さに挑む科学－多変量解析入門』（岩坪秀一と共著）（講談社ブルーバック・1976年）
- 『射影行列・一般逆行列・特異値分解』（竹内啓と共著）（東京大学出版会・1983年）
- 『多変量解析法 （現代人の統計2）)』（高根芳雄と共著）（朝倉書店・1985年)
- 『因子分析－その理論と方法』（繁桝算男・前川眞一・市川雅教と共著）（朝倉書店・1990年）
- 『多変量データ解析法－理論と応用』 (行動計量学シリーズ8)（朝倉書店・1994年）
- 『多変量解析実例ハンドブック』（岡太彬訓・繁桝算男・高木廣文・岩崎学と共編）（朝倉書店・2002年）
- 『SPSSによる統計データ解析－医学・看護学、生物学、心理学の例題による統計学入門』（緒方裕光と編著）（現代数学社・2006年）
- 『行動計量学への招待』（シリーズ：行動計量の科学1）（編著）（朝倉書店・2011年）
- 『矩形行列の行列式』（中神祥臣と共著）（丸善出版・2012年）
- 『看護を測る－因子分析による質問紙調査の実際』（井部俊子と共編）（朝倉書店・2012年）
- 『多変量解析実例ハンドブック（新装版）』（岡太彬訓・繁桝算男・高木廣文・岩崎学と共編）（朝倉書店・2013年）

### 翻訳
- C.R.ラオ『統計学とは何か 偶然を生かす』（藤越康祝・田栗正章と共訳）（丸善出版・1993年）